# Honeywell
Honeywell International Inc. är ett amerikanskt multinationellt konglomerat. Företaget grundades 1906. Honeywell sysslar i huvudsak med datoriserad automation inom industri- och byggbranschen. Huvudkontoret finns i Charlotte i North Carolina.
Honeywell fusionerades år 1999 med Alliedsignal. Trots att Alliedsignal var två gånger större än Honeywell, bestämde man att behålla Honeywell som hela företagets namn i och med att varumärket var så välkänt.